# 초안산 산사태
초안산 산사태는 2011년 6월 29일에 동부간선도로의 확장을 위해 경원선 월계역 - 녹천역구간을 이설하는 도중 초안산에 만든 절개지가 무너져, 토사가 경원선과 동부간선도로와 마들로로 넘쳐 생긴 사고이다. 이 사고로 도로에 있던 4명이 죽거나 다쳤지만, 그 시간에 열차가 지나가지 않아 더이상의 인명 피해는 일어나지 않았다.

## 영향
수도권 전철 1호선 성북역 - 도봉산역 운행이 7시간 동안 중단되었으며, 동부간선도로, 마들로도 일시 폐쇄되었다.